# Flandern-Rundfahrt 1988
Die Flandern-Rundfahrt 1988 war die 72. Austragung der Flandern-Rundfahrt, eines eintägigen Straßenradrennens. Es wurde am 3. April 1988 über eine Distanz von 279 km ausgetragen.
Das Rennen wurde von Eddy Planckaert vor Phil Anderson und Adrie van der Poel gewonnen.

## Teilnehmende Mannschaften
| AD Renting-Mini-Flat Sigma-Fina Carrera Jeans-Vagabond Boccacio Life-Nico Lapage-Deschacht-Mowi TVM-Van Schilt | Roland 7 Eleven-Hoonved Isoglass-EVS-Robland PDM-Ultima-Concorde Panasonic-Isostar-Colnago-Agu | Cyndarella-Isotonic S.E.F.B.-Peugeot-Tönissteiner Kas-Canal 10 Weinmann-La Suisse-SMM Uster Ariostea-Gres | Alfa Lum-Legnano-Ecoflam Hitachi-Bosal Superconfex-Yoko Z-Peugeot Système U | Toshiba-Look Gewiss-Bianchi Atala-Ofmega Lotto–Merckx Intral Renting-Nec-Ricoh |

## Ergebnis
| Rang | Fahrer              | Team                         | Zeit       |
| ---- | ------------------- | ---------------------------- | ---------- |
| 1    | Eddy Planckaert     | AD Renting-Mini-Flat-Enerday | 7h 15' 30" |
| 2    | Phil Anderson       | TVM-Van Schilt               | gl. Zeit   |
| 3    | Adri van der Poel   | PDM-Ultima-Concorde          | + 18"      |
| 4    | Sean Kelly          | Kas-Canal 10                 | gl. Zeit   |
| 5    | Steven Rooks        | PDM-Ultima-Concorde          | gl. Zeit   |
| 6    | Marc Sergeant       | Hitachi-Bosal                | gl. Zeit   |
| 7    | Charly Mottet       | Système U                    | gl. Zeit   |
| 8    | Rudy Dhaenens       | PDM-Ultima-Concorde          | gl. Zeit   |
| 9    | Gert-Jan Theunisse  | PDM-Ultima-Concorde          | gl. Zeit   |
| 10   | Giuseppe Calcaterra | Atala-Ofmega                 | + 3' 19"   |